# Krzysztof Bieryt
Krzysztof Dariusz Bieryt (ur. 17 maja 1974 w Nowym Sączu) – polski kajakarz górski, trzykrotny olimpijczyk.

## Kariera
Startuje w slalomie kanadyjek jedynek (C-1). W 1991 został Mistrzem Świata Juniorów (w norweskiej miejscowości Sjöa). Trzykrotnie reprezentował Polskę na igrzyskach olimpijskich :
- Barcelona 1992 – 27. miejsce
- Sydney 2000 – 11. miejsce
- Pekin 2008 – 8. miejsce

W dwóch ostatnich startach uwidocznił się największy mankament Bieryta – słaba psychika, w obu przypadkach zajmował 3. lokatę po pierwszym przejeździe, z ogromnymi szansami na medal, jednak proste błędy nie dały mu szansy walki o najwyższe pozycje.